# Oglachty
Oglachty (russisch Оглахты) ist ein Gebirgszug und ein Kurgan-Grabhügel-Komplex der Taschtyk-Kultur, etwa 60 km nördlich von Minussinsk, Chakassien, Russland, am rechten Ufer des Jenissei gelegen. 
Die Gräber sind um das 1. Jahrhundert v. Chr. datiert. Im Jahre 1903 war Alexander Wassiljewitsch Adrianow einer der ersten russischen Gelehrten, die diesen Komplex erforscht haben. Aufgrund des trockenen Bodens und der günstigen klimatischen Bedingungen in den Grabdenkmalen haben sich vergängliche Materialien wie Holz, Leder, Pelz und diverse mehrfarbige Stoffe erstaunlich gut erhalten. Sie werden in der Eremitage von Sankt Petersburg aufbewahrt.